# Catriona rickettsi
Catriona rickettsi är en snäckart som beskrevs av Wilhelm Julius Behrens 1984. Catriona rickettsi ingår i släktet Catriona och familjen Tergipedidae. Inga underarter finns listade i Catalogue of Life.